# Уилям Хенри Кристман
Уилям Хенри Кристман (на английски: William Henri Christman) е войник от армията на Северните щати в Гражданската война в САЩ.

## Биография
Роден на 1 октомври 1844 г. в Пенсилвания на 25 март 1864 г. Записва се като доброволец в 67-и Пенсилвански пехотен полк. Месец по-късно е приет в болница с диагноза дребна шарка, състоянието му се влошава и умира от перитонит на 11 май 1864 г.
Погребан е на 13 май 1864 г. в ново гробище, известно днес като Национален мемориален парк „Арлингтън“. Уилям Хенри Кристман е първият войник, погребан в това гробище.